# Kim Jang-hoon
Kim Jang-hoon (김장훈), né le 14 août 1963, est un chanteur sud-coréen connu pour ses ballades rock.

## Biographie
Kim Jang-hoon a rapidement quitté l'école pour devenir DJ dans des cafés. En 1991, il sort son premier album.

## Discographie
Albums
- 1991 : Vol 1 always between you and I
- 1994 : Vol 2 Now
- 1997 : Vol 3 I just sang my song
- 1998 : Vol 4 1998 BALLADS FOR TEARS
- 1999 : Vol 5 Fool
- 2000 : Vol 6 INNOCENCE
- 2001 : Vol 7 Natural
- 2004 : Novelty Hero Newspaper with Cho PD
- 2005 : Vol A Piece
- 2006 : Vol 9 It's me
- 2007 : Project: Maestro
- 2010 : Letter to Kim Hyun Sik

Singles
- 2004 : Novelty Hero Newspaper with Cho PD
- 2010 : Make Me Cry Again (ft. Psy)